# Télé Télé
Albums de Radio Radio
Cliché Hot
Télé Télé est le premier EP du groupe de hip-hop acadien Radio Radio, sorti le 13 décembre 2007.

## Liste des titres
| No | Titre                        | Durée |
| -- | ---------------------------- | ----- |
| 1. | Tymer                        | 3:08  |
| 2. | Bruhme Sous Les Streetlights | 4:43  |
| 3. | Ch'min D'terre               | 3:42  |
| 4. | Oh Non Oui                   | 3:22  |
| 5. | Quoi                         | 2:38  |
| 6. | Contrebande                  | 3:21  |